# Plaça de la Quartera
La plaça de la Quartera (popularment plaça de sa Cortera) és una plaça de la ciutat de Palma, a l'illa de Mallorca. Està situada al barri de la Gerreria, i rep el nom de la quartera de la ciutat, que es trobava en aquesta plaça fins que fou esbucada el 1875.

## Història
La quartera de la plaça es va construir al segle xv, i tenia la funció d'emmagatzemar el gra de la ciutat i assegurar l'abastament públic de cereals, de manera que era essencial en èpoques de crisis de substàncies. Hi treballaven majordoms, porgadors, mesuradors i els moliners. Els porgadors o garbelladors i els mesuradors de blat conformaven un mateix col·legi, que data del segle xvi i tenia per patró la Visitació de Maria, celebrada el 2 de juliol, que no veneraven en cap capella determinada. L'escut del col·legi consistia en una barcella i un garbell.

## Descripció
Antigament era una plaça tota voltada de porxades amb arcs, i actualment només manquen els arcs d'un dels costats de la plaça. A l'oest de la plaça, al carrer de la Corderia, hi ha l'esparteria Ca la Seu, un dels comerços més antics d'Europa (va ser fundat el 1510) que, l'any del seu cinquè centenari, va ser reconvertida en un bar.